# Jelení (Milotice nad Opavou)

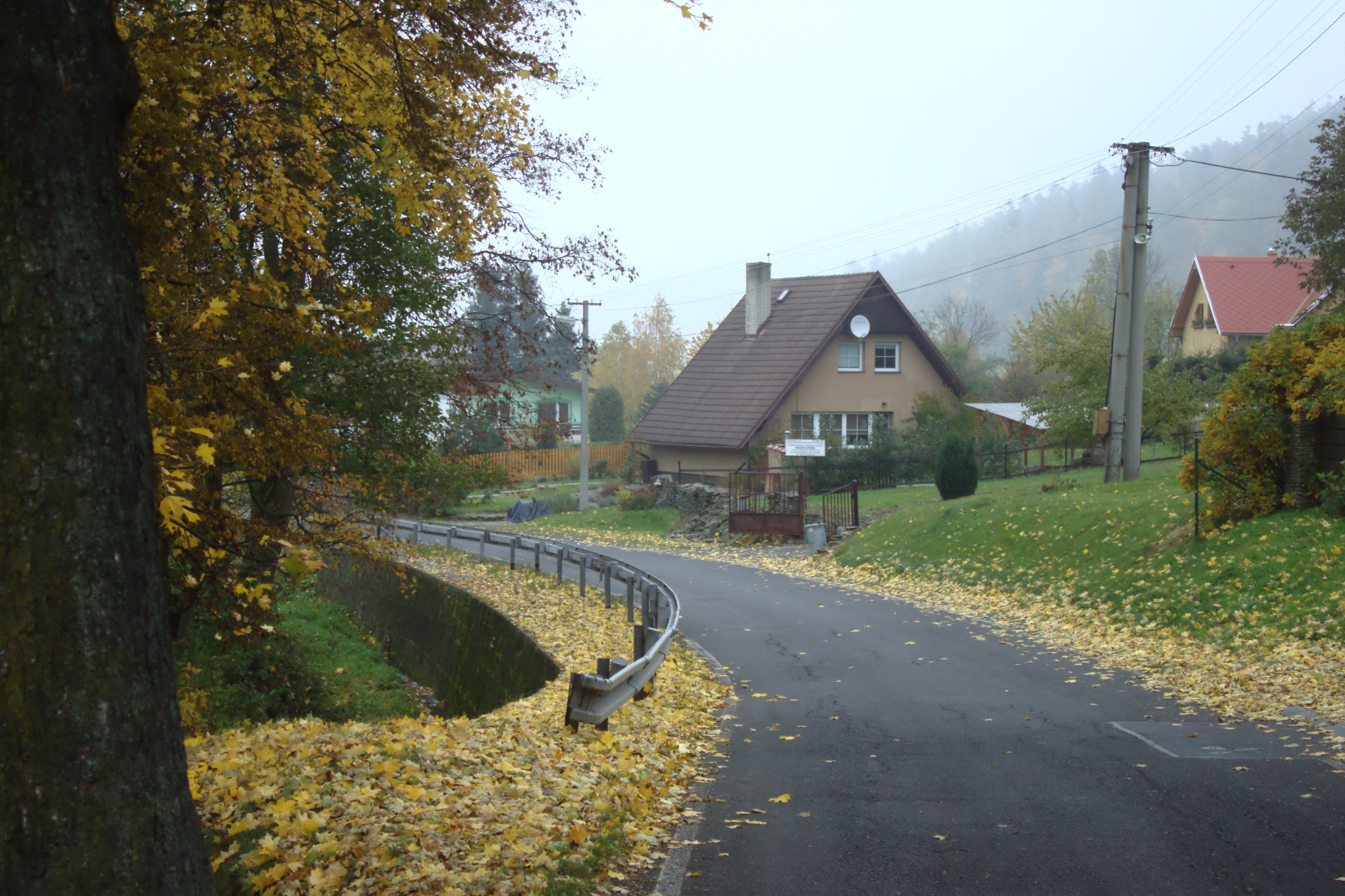
Dorfstraße

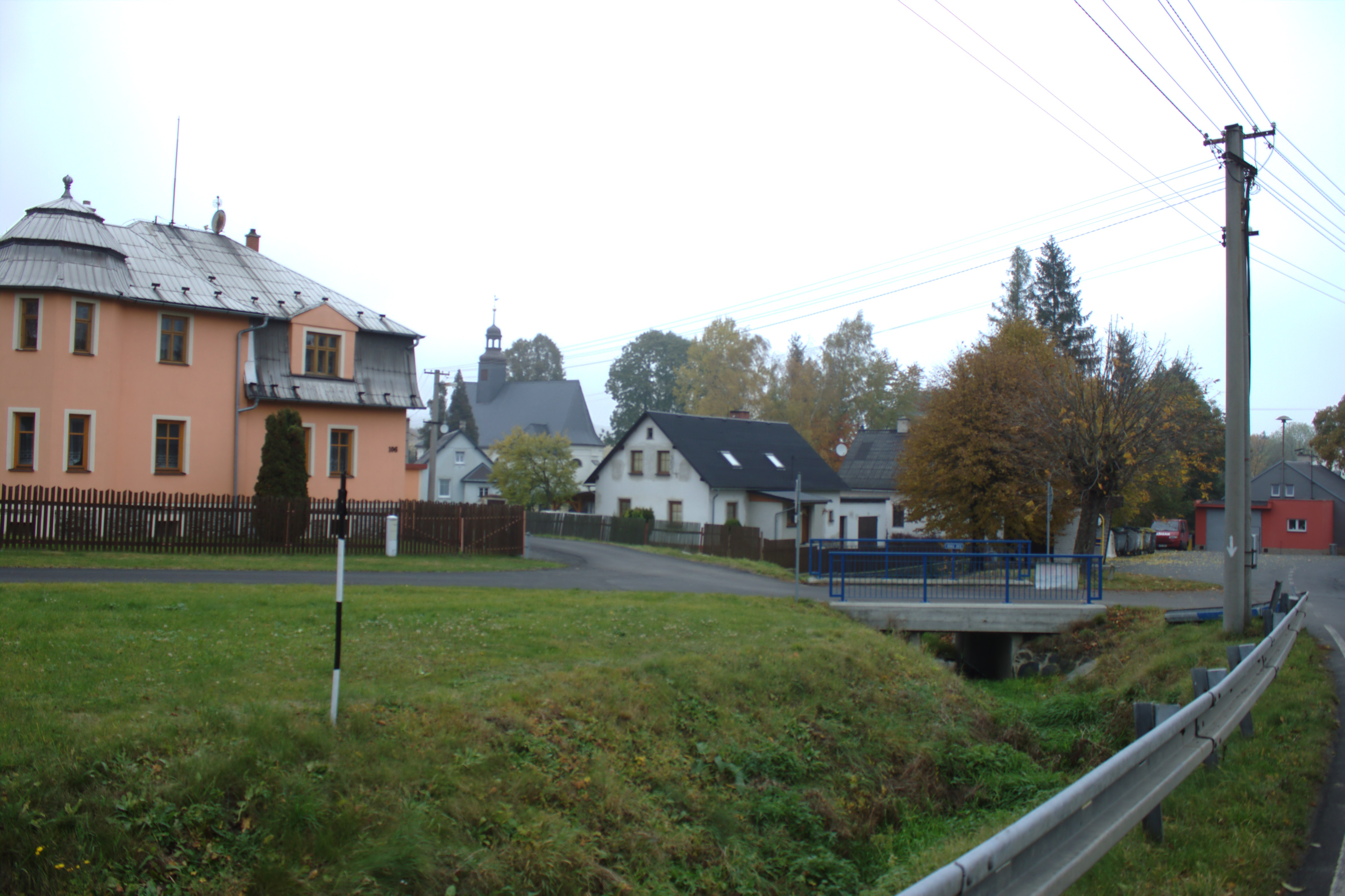
Ortsansicht

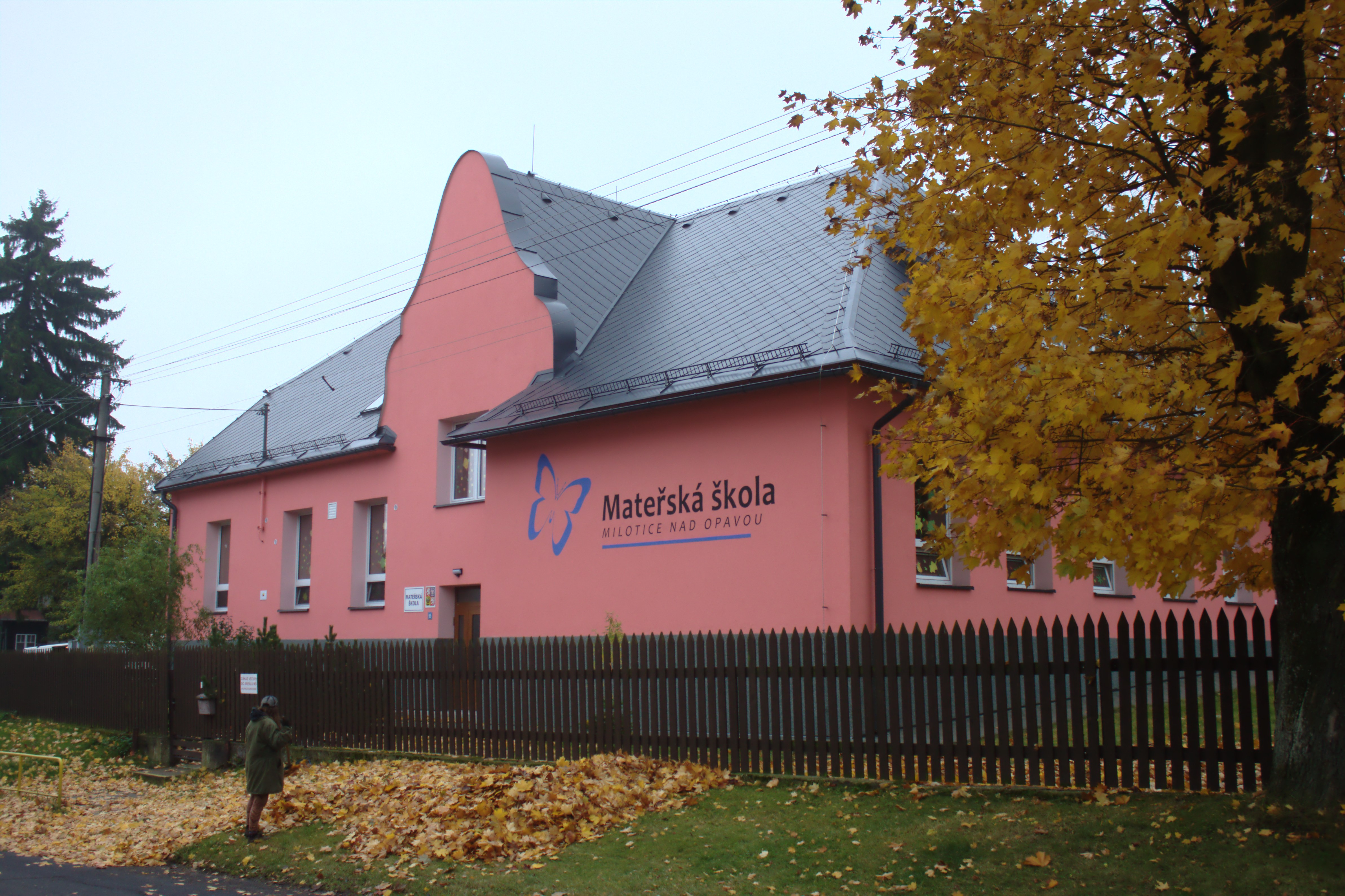
Kindergarten

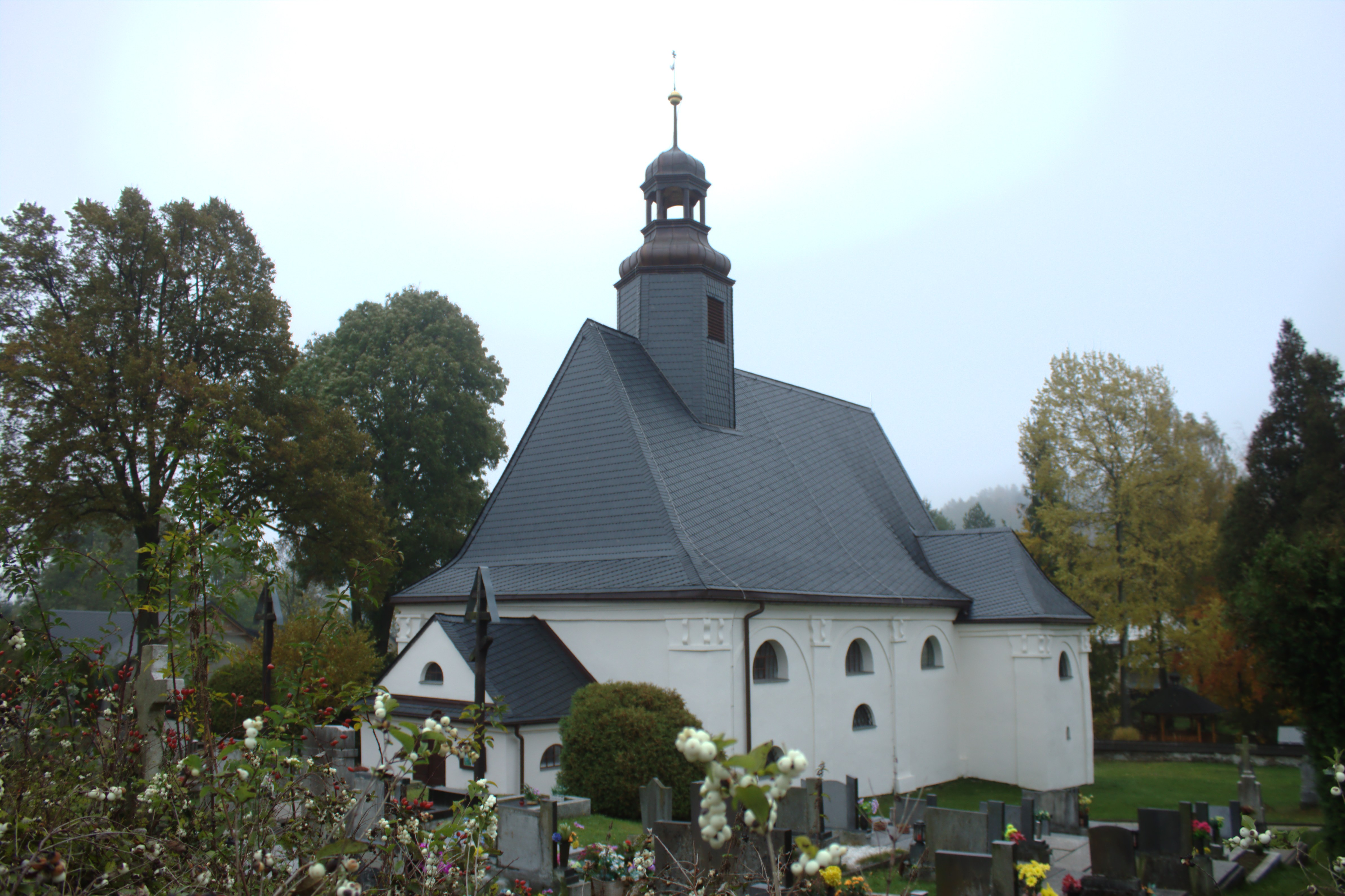
Kirche Mariä Himmelfahrt

Jelení (deutsch Wockendorf) ist eine Grundsiedlungseinheit der Gemeinde Milotice nad Opavou (Milkendorf) in Tschechien. Sie liegt fünf Kilometer östlich von Bruntál (Freudenthal) und gehört zum Okres Bruntál.

## Geographie
Das Hufendorf Jelení erstreckt sich im Niederen Gesenke (Nízký Jeseník) am Oberlauf des Baches Milotický potok (Milkendorfer Bach). Nördlich erhebt sich der U čtyř buků (595 m n.m.), im Nordosten der Velký Tetřev (Hohnberg, 673 m n.m.) und der Malý Tetřev (640 m n.m.), östlich der Hradisko (Schanzenberg, 676 m n.m.), im Südosten der Dlouhý vrch (Langer Berg, 694 m n.m.), südlich der Vysoký vrch (Hoher Stein, 703 m n.m.) und der Zadní vrch (713 m n.m.), im Südwesten der Boudník (597 m n.m.), westlich der Nad opavskou silnicí (639 m n.m.) und der Kozinec (Ziegenberg, 638 m n.m.) sowie im Nordwesten der Kamenný vrch (Sommerlahn, 628 m n.m.). Am südlichen Ortsrand verläuft die Staatsstraße I/11 zwischen Bruntál und Horní Benešov (Benisch).
Nachbarorte sind Nové Heřminovy (Neu Erbersdorf) im Norden, Milotice nad Opavou und Lichnov (Lichten) im Nordosten, Luhy (Aue) im Osten, Staré Heřminovy (Alt Erbersdorf) im Südosten, Razová (Raase) im Süden, Nové Pole (Neufeld), Dlouhá Stráň (Langenberg), Mezina (Messendorf) und Slezský Kočov (Schlesisch Kotzendorf) im Südwesten, Bruntál im Westen sowie Oborná (Spillendorf) im Nordwesten.

## Geschichte
Das Dorf ist wahrscheinlich eine Gründung der Herren von Beneschau. Die erste schriftliche Erwähnung von Wokendorf erfolgte 1288 zusammen mit Milotndorf unter den Gütern der dem Beneš von Branitz gehörigen Stadt Benisch. Bei der 1377 erfolgten Teilung des Herzogtums Troppau unter den Söhnen des Herzogs Nikolaus II. wurde das damals zur Burg Wartnau gehörige Dorf Wockendorf dem Teilherzogtum Jägerndorf zugeordnet. Während des böhmisch-ungarischen Krieges wurde Wockendorf 1474 von den Truppen des ungarischen Königs Matthias Corvinus  zerstört.
Zum Ende des 15. Jahrhunderts überließ die Jägerndorfer Herzogin Barbara die Wüstung den Brüdern Nikolaus, Bernhard und Hynek von Würben auf Freudenthal. Im Zuge der 1506 erfolgten Abtrennung der Herrschaft Freudenthal vom Herzogtum Jägerndorf wurde auch das wüste Dorf Gelený bzw. Wockendorf erwähnt. In der Zeit zwischen 1562 und 1575 wurde Wockendorf wiederbesiedelt. Wegen der Unterstützung des Böhmischen Ständeaufstands von 1618 durch Johann d. J. von Würben und Freudenthal wurde die schlesische Herrschaft Freudenthal nach der Schlacht am Weißen Berg konfisziert und 1621 an den Deutschen Orden verkauft.
zwischen 1675 und 1676 ließ der Deutsche Orden in Wockendorf eine steinerne Kirche errichten, die zunächst der Pfarrei Seifersdorf zugeordnet war. Später kam die Kirche zur Pfarrei Freudenthal, wo 1731 auch die ältesten Kirchenbücher angelegt wurden. 1782 erhielt die Kirche einen eigenen Lokalkaplan unter dem Patronat des Deutschen Ordens.
Im Jahre 1835 bestand das an der Troppauer Kommerzialstraße gelegene und nördlich an das Jägerndorfer Kammergut Milkendorf anstoßende Dorf Wockendorf aus 102 zerstreuten und größtenteils hölzernen Häusern mit 662 deutschsprachigen Einwohnern, die von der Landwirtschaft und dem Tagelohn lebten. Nach Wockendorf konskribiert waren die 26 Häuser der Kolonie Neufeld. Im Ort gab es eine Kirche, eine Schule, einen Erbrichter, 44 Bauern, 47 robotpflichtige Gärtner und 50 Häusler, davon 18 mit Robotpflicht. Westlich des Dorfes wurde ein Dachschiefersteinbruch betrieben. Der lehmige Boden war wenig ertragreich. Die Nutzfläche umfasste 811 Joch Ackerland, 703 Joch Wald, 202 Joch Wiesen und 45 Joch Hutweiden. Wockendorf war Pfarr- und Schulort für Milkendorf. Aus dem Jahre 1847 ist der tschechische Ortsname Wokowa überliefert, der jedoch keinen dauerhaften Bestand hatte. Bis zur Mitte des 19. Jahrhunderts blieb Wockendorf der Minderherrschaft Freudenthal untertänig.
Nach der Aufhebung der Patrimonialherrschaften bildete Wockendorf ab 1849 mit der Kolonie Neufeld eine Gemeinde im Gerichtsbezirk Freudenthal. Ab 1869 gehörte Wockendorf zum Bezirk Freudenthal. Zu dieser Zeit hatte die Gemeinde 702 Einwohner und bestand aus 107 Häusern. Der tschechische Ortsname Jelení wird seit 1871 verwendet. Im Jahre 1900 lebten in Wockendorf 628 Personen, 1910 waren es 606. Im Jahre 1907 erfolgte der Bau der Ortsverbindungsstraße von Wockendorf über Neufeld nach Langenberg. Zu Beginn des 20. Jahrhunderts entstand in Wockendorf eine Ziegelei und eine Weberei für Leinen- und Baumwollwaren. Nach dem Zusammenbruch der k.k. Monarchie wurde die Gemeinde 1918 Teil der neu gebildeten Tschechoslowakei. Beim Zensus von 1921 lebten in den 138 Häusern der Gemeinde Wockendorf / Jelení 603 Personen, davon 591 Deutsche und ein Tscheche. Im Jahre 1930 bestand die Gemeinde Wockendorf aus 150 Häusern und hatte 642 Einwohner; 1939 waren es 620. Nach dem Münchner Abkommen wurde die Gemeinde 1938 dem Deutschen Reich zugesprochen und gehörte bis 1945 zum Landkreis Freudenthal. Nach dem Ende des Zweiten Weltkrieges wurde Jelení wieder Teil der Tschechoslowakei. Die deutschsprachige Bevölkerung wurde bis 1946 größtenteils vertrieben und der Ort mit Tschechen neubesiedelt. Im Jahre 1950 lebten in den 109 Häusern von Jelení mit Nové Pole 413 Personen. 1959 wurde Jelení in das deutlich kleinere Milotice nad Opavou eingemeindet. Im Jahre 1970 hatte Jelení 275 Einwohner. 1979 erfolgte die Eingemeindung nach Bruntál. Im Jahre 1991 hatte das Dorf 263 Einwohner und bestand aus 94 Wohnhäusern. Zum 1. Januar 1992 lösten sich Milotice nad Opavou und Jelení von Bruntál los und bildete die Gemeinde Milotice nad Opavou, wobei Jelení keinen Ortsteilstatus erhielt. Beim Zensus von 2011 lebten in den 106 Häusern des Dorfes 278 Personen. In Jelení befindet sich nicht nur der Sitz der Gemeindeverwaltung; auch die wesentlichen Elemente der gemeindlichen Infrastruktur wie Kindergarten, Gasthaus, Feuerwehrhaus und Kirche liegen in Jelení.

## Ortsgliederung
Zu Jelení gehört die Kolonie Nové Pole (Neufeld). Jelení bildet den Katastralbezirk  Jelení u Bruntálu.

## Sehenswürdigkeiten
- Barocke Kirche Mariä Himmelfahrt, errichtet 1675–1676 anstelle einer Kapelle. Umgeben wird die Kirche von einem rechteckigen Friedhof mit steinerner schindelbedeckter Umfassungsmauer, in deren nordöstlicher Ecke ein ebenfalls schindelbecktes Totenhaus aus dem 18. Jahrhundert steht.
- Pfarrhaus
- Barocke Statue des hl. Johannes von Nepomuk, vor dem Haus Nr. 64. Sie stand ursprünglich südwestlich des Dorfes an der Staatsstraße I/11. Im Jahre 2018 wurde sie restauriert und erhielt einen neuen Standort im Zentrum der Gemeinde
- Nischenkapelle, vor der südlichen Kirchhofsmauer
- Kapelle, neben dem Haus Nr. 89
- Nischenkapelle, vor dem Haus Nr. 181
- Torso des Denkmals für die Gefallenen des Ersten Weltkrieges
- Gedenkstein für einen Soldaten der Roten Armee, gegenüber dem Haus Nr. 92
- Mehrere steinerne Wegkreuze